# كانديس هوفين
كانديس هوفين (من مواليد 15 أكتوبر 1984) عارضة أزياء بلس سايز ممثلة في نماذج آي إم جي مودلز. كانت ملكة جمال مراهقة سابقة ، وقّعت أول عقد تجاري خاص بالعارضة في عام 2000 ، ومنذ ذلك الحين عبرت من العالم التجاري إلى آخر صيحات الموضة.

## نشأتها
ولدت هوفين في واشنطن العاصمة ، ونشأت في ضواحي ماريلاند.

## روابط خارجية
- كانديس هوفين على إنستغرام
- كانديس هوفين في موديلز.كوم